# Merrimack College
Merrimack College es una universidad privada,  católica, ubicada en North Andover, Massachusetts, Estados Unidos de América.
Fue fundada por la Orden de San Agustín en 1947, y sus primeros estudiantes matriculados fueron veteranos que habían regresado de los campos de batalla de la Segunda Guerra Mundial acogidos al G.I. Bill. Actualmente ofrece grados en negocios, educación, ciencias, ingeniería y artes liberales. Cuenta con más de setenta programas principales y secundarios de estudio, incluyendo nuevos como biotecnología, criminología, medio ambiente y sostenibilidad, tecnología de la información, gestión deportiva y honores. Cuenta con más de cincuenta organizaciones y clubes estudiantiles, como los de rugby o lacrosse, que organizan actividades recreativas. El periódico universitario es el "The Beacon" y el anuario el "Merrimackan".

## Historia
Los agustinos irlandeses entraron a los Estados Unidos en 1796. Case, un pequeño número de monjes agustinos se convirtió en la Provincia de Santo Tomás. En 1842, la Provincia estableció Villanova College unos 19 kilómetros al oeste de Filadelfia.
En 1947, la Provincia de Santo Tomás estableció Merrimack College en North Andover, Massachusetts y en marzo de ese mismo año, la Commonwealth of Massachusetts concedió una carta de "The Augustinian College of the Merrimack Valley", en español "El Colegio Agustino del Valle de Merrimack". El primer presidente de la universidad fue el padre Vincent A. McQuade, un nativo de Lawrence, Massachusetts.
Desde 1947, Merrimack College ha crecido a noventa hectáreas y ha graduado a cerca de 22.000 estudiantes.

## Deportes
Los equipos deportivos del Merrimack College se denominan Merrimack Warriors, y compiten desde 2024 en la Metro Atlantic Athletic Conference de la División I de la NCAA.
- Datos: Q558957
- Multimedia: Merrimack College / Q558957